# 山崎正恭
山崎 正恭（やまさき まさやす、1971年〈昭和46年〉3月5日 - ）は、日本の政治家。公明党所属の衆議院議員（2期）。元高知県議会議員（1期）。

## 来歴
高知県高知市出身。浦戸小学校、南海中学校、高知小津高校を卒業し、1993年（平成5年）3月に中京大学卒業後、高知県で中学校の教員を務める。2010年、鳴門教育大学大学院修了。
2019年4月、高知県議会議員選挙高知市選挙区より公明党公認で立候補して初当選。2020年9月、公明党によって石田祝稔の後継として比例四国ブロックに擁立されることを発表される。2021年8月31日、県議を辞職。同年10月の第49回衆議院議員総選挙で初当選した。
2024年10月の第50回衆議院議員総選挙で再選。

## 選挙歴
| 当落 | 選挙                     | 執行日         | 選挙区           | 政党   | 得票数 | 得票率 | 定数 | 得票順位 /候補者数 | 政党内比例順位 /政党当選者数 |
| ---- | ------------------------ | -------------- | ---------------- | ------ | ------ | ------ | ---- | ------------------ | ---------------------------- |
| 当   | 2019年高知県議会議員選挙 | 2019年4月7日   | 高知市           | 公明党 | 8095票 | 7.58%  | 15   | 3/16               | /                            |
| 当   | 第49回衆議院議員総選挙   | 2021年10月31日 | 比例四国ブロック | 公明党 | ーー票 | ーー   | 6    | /                  | 1/1                          |
| 当   | 第50回衆議院議員総選挙   | 2024年10月27日 | 比例四国ブロック | 公明党 | ーー票 | ーー   | 6    | /                  | 1/1                          |